# Alioune Diop
Alioune Diop (Saint Louis, 10 de enero de 1910-París, 2 de mayo de 1980) fue un intelectual senegalés que jugó un papel importante en la emancipación cultural africana fundando la revista Presencia Africana o apoyando el movimiento negritud.

## Biografía
Estudió en una escuela coránica, aunque más tarde se convirtió al cristianismo. Estudió en Argelia y más tarde en la Sorbona y lo eligieron como senador en Francia en 1946.